# Nucleophaga amoebae
Nucleophaga amoebae är en svampart som beskrevs av P.A. Dang. 1896. Nucleophaga amoebae ingår i släktet Nucleophaga och familjen Olpidiaceae.   Inga underarter finns listade i Catalogue of Life.